# Wolfgang Bobeth
Wolfgang Bobeth (* 15. Februar 1918 in Löbau; † 2. April 1996 in Dresden) war ein deutscher Textiltechniker.

## Leben
Bobeth kam als Sohn des Studienrates Dr.-phil. Johannes Bobeth und dessen Ehefrau Charlotte geb. Türk in Löbau zur Welt. Nach Ablegung der Reifeprüfung an der Deutschen Oberschule Löbau im Februar 1937 und nach Ableistung des Arbeitsdienstes studierte er ab dem Zwischensemester1937 Maschinenbau an der Technischen Hochschule Breslau. Nach der Vorprüfung widmete er sich vorwiegend dem Studium der Textilfachrichtung an den Technischen Hochschulen Aachen und Dresden. Anfang Februar 1941 diplomierte er an dem von Paul-August Koch geleiteten Lehrstuhl für Faserstoffkunde des Instituts für Textil- und Papiertechnik der Technischen Hochschule Dresden, an dem er anschließend Assistent wurde. Bobeth fertigte dort auch seine Dissertation zum Thema „Elastizitätsprüfung am laufenden Faden und am Fadenstück an“ und wurde im Mai 1943 von der Fakultät für Maschinenwesen der TH Dresden zum Dr.-Ing. promoviert. Bobeth arbeitete an einem geheimen Forschungsauftrag des Reichsamtes für Wirtschaftsausbau mit.
Die Dissertation enthält auch einen Anhang zur „Anwendung der gewonnenen Erfahrungen auf Untersuchungen an Glasseiden und Kunstseiden-Cords (im Rahmen zweier kriegswichtiger Forschungsarbeiten)“, der aber „aus Rücksicht auf die notwendige Geheimhaltung nicht den Pflichtexemplaren beigefügt ist.“  Am 29. Mai 1941 beantragte er die Aufnahme in die NSDAP und wurde zum 1. Juli desselben Jahres aufgenommen (Mitgliedsnummer 8.967.946).
Nach Ende des Zweiten Weltkriegs war Bobeth ab 1945 bei der Färberei Römer (später Löbauer Stückfärberei und Weberei) sowie ab 1949 bei der VVB Weberei II in Bautzen tätig. Er wurde 1950 wissenschaftlicher Mitarbeiter in der Abteilung Textilprüfung der Deutschen Akademie der Wissenschaften zu Berlin (in Pirna-Copitz und Dresden) und stieg 1952 zum Abteilungsleiter auf. Ebenfalls ab 1950 unterrichtete er als Lehrbeauftragter für Faserstoffmikroskopische Untersuchungen an der TH Dresden. Ab 1955 war Bobeth wissenschaftlicher Mitarbeiter im Ministerium für Leichtindustrie der DDR und habilitierte sich 1956 mit der Arbeit Beiträge zur Verbesserung der Textilglasfaser-Produkte an der TH Dresden. Im Jahr 1957 wurde er als Nachfolger von Walter Frenzel zum Professor für Textilrohstoffe und Textilprüfung an die TH Dresden berufen (ab 1960 Professur mit Lehrstuhl). Im Jahr 1960 wurde er zudem Dekan der Fakultät für Technologie der TH Dresden und Direktor des Instituts für Textiltechnik; diese Funktion übte er bis 1968 aus.
Nach der 3. Hochschulreform war Bobeth von 1968 bis 1971 ordentlicher Professor für Textiltechnik; sein Nachfolger wurde Harald Perner (1927–2001). Zwischen 1971 und 1988 war Bobeth als Honorarprofessor für Textiltechnik an der Sektion Verarbeitungs- und Verfahrenstechnik der TU Dresden tätig. Als Nachfolger von Walter Frenzel wirkte Bobeth zudem von 1959 bis 1981 als Direktor des Institutes für Technologie der Fasern der Deutschen Akademie der Wissenschaften zu Berlin.
Bobeth war von 1962 bis 1984 Mitglied des Forschungsrates der DDR und ab 1967 Mitglied der Deutschen Akademie der Wissenschaften (Klasse für Mathematik, Physik und Technik). Für seine „wissenschaftlichen Leistungen auf dem Gebiet der Prüfung der Faserstoffe, insbesondere der Glasfaserstoffe, die zu einer systematischen Gebrauchswertgestaltung und zur erheblichen Steigerung der Qualität und der Anwendung einheimischer Faserstoffe führte“, wurde Bobeth 1964 mit dem Nationalpreis der DDR III. Klasse für Wissenschaft und Technik ausgezeichnet. Er wurde 1969 zum Fellow of the Royal Textile Institute of Great Britain ernannt und erhielt 1989 die Ehrenmitgliedschaft des Verbandes der Polnischen Textilfachleute.

## Publikationen (Auswahl)
- 1943: Elastizitätsuntersuchungen am laufenden Faden und am Fadenstück
- 1955: Anorganische Textilfaserstoffe (m. Wolfgang Böhme, Jürgen Techel)
- 1956: Beiträge zur Verbesserung der Textilglasfaser-Produkte
- 1962–1965: Textilprüfung (Lehrbriefe)
- 1964–1965: Textile Faserstoffe (Lehrbriefe)
- 1964: Nutzungsmöglichkeiten der Textil-Mikroskopie
- 1977: Beiträge zur Faserstoff-Technologie
- 1980: Zur Quantifizierung des Gebrauchswertes, dargestellt am Beispiel textiler Werkstoffe
- 1981: Technologien zur gezielten Erzeugung von Werkstoffstrukturen durch Kombination mechanischer und thermischer Behandlung

## Auszeichnungen
- 1961: Ehrentitel „Verdienter Techniker des Volkes“[10]
- 1964: Nationalpreis der DDR III. Klasse für Wissenschaft und Technik